# Каталонський націоналізм

Національний прапор каталонців

Каталонський націоналізм, каталонський національний рух або каталанізм (кат. catalanisme) — соціальний, культурний та політичний рух у каталонських країнах, направлений на ствердження політичної, мовної та культурної ідентичності Каталонії та територій, де розповсюджена каталонська мова.

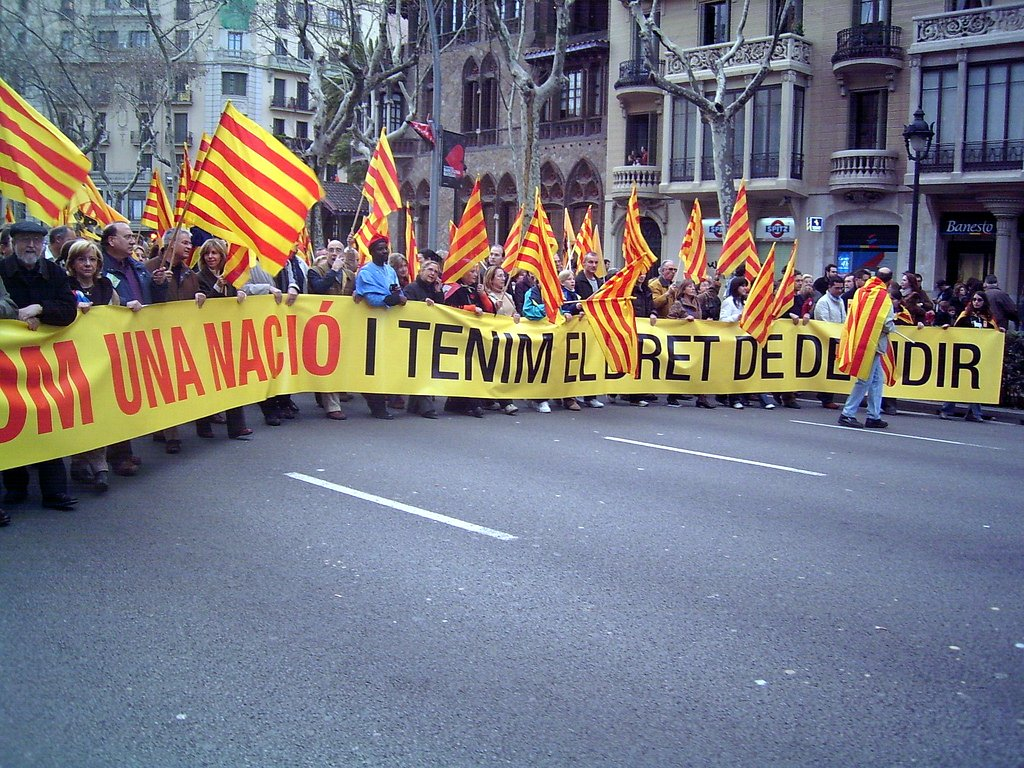
Маніфестація 1 лютого 2006 р., організована «Платформою за право вибору» під гаслом: «Ми — окремий народ, і ми маємо право вирішувати свою долю самі!»

Жуан Фусте (кат. Joan Fuster), один з найвідоміших валенсійських письменників, стверджував, що «каталонський націоналізм існує тому, що є націоналізм іспанський», а також тому, що протягом століть права каталонців зневажалися. Причиною появи цього руху стали заборона каталанської мови спочатку у 1700 року на території Північної Каталонії, яка відійшла до Франції за Піренейським договором, а також після затвердження Філіпом V Кастильським Декретів Нуева Планта у 1714 році, які знищили традиційні права каталонців у Південній Каталонії. Репресії проти мови, культури та політичних інституцій каталонців продовжувалися й у XIX та XX століттях, особливо під час диктатур Прімо де Рівери та Франсіско Франко.
Каталонський націоналізм уперше чітко виявив себе у культурологічному русі відродження каталонської культури та каталанської мови у XIX столітті (кат. Renaixença — «відродження») з відновленням свята Жокс Флуралс (кат. Jocs Florals, окс. Jòcs Floraus — «квітчані ігри», змагання у красномовстві та поетиці з врученням переможцям призів у формі штучних квітів із золота та коштовного каміння).
У 1892 році було опубліковано Манрезькі принципи (кат. Bases de Manresa), у яких пропонувалося відновити середньовічну каталонську конституцію, яка діяла до 1714 році.
Сучасний каталонський національний рух виявляє себе у кількох принципах: загальновизнаною є теза про каталонців, як окрему націю (це підтверджено на референдумі 2006 році у Каталонії), продовженням цього принципу є визнання права каталонців на самовизначення, що частиною політикуму трактується як повна незалежність, а іншою частиною — як широка самоврядність у складі Іспанії, яка може бути трансформована у федерацію.

## Історія каталонського національного руху до 1975році

### Витоки та початок розвитку ідей політичного каталонського націоналізму
Див. також: Історія Каталонії, Національний день Каталонії, Війна за іспанський спадок, Декрети Нуева Планта.

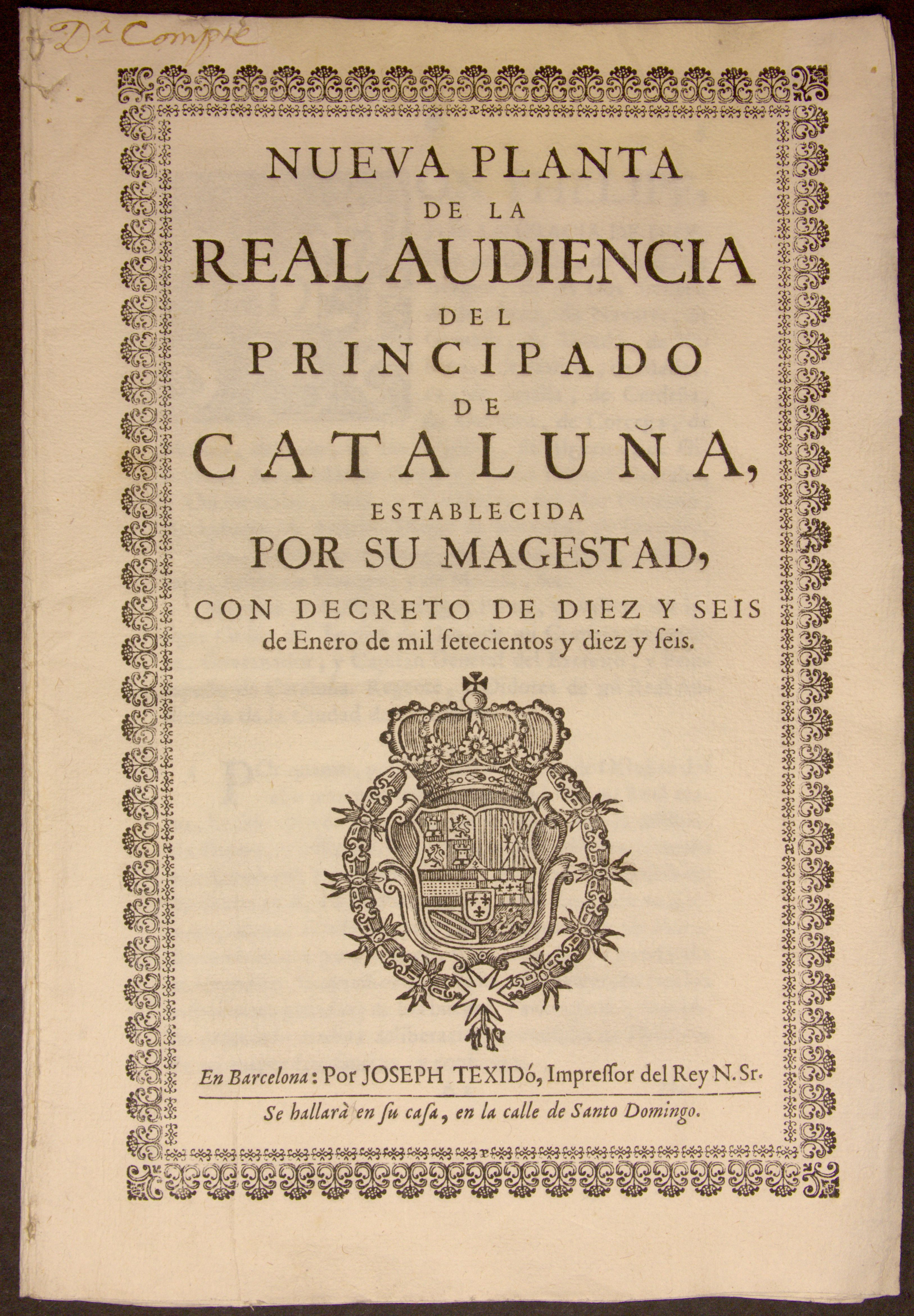
Декрети Нуева Планта, 1705–1716 р.р.

Національний рух каталонців у своїй сучасній формі — за повернення традиційних прав каталанських країн, розпочався після введення в дію трьох Декретів Нуева Планта: декрету 29 червня 1707 році, який стосувався Королівств Валенсії та Арагону, декрету 28 листопада 1715 році, що стосувався Майорки та Пітіузьких островів, та декрету 16 січня 1716 році, який стосувався Каталонського князівства.
Ці укази було підписано під час та відразу після Війни за іспанський спадок і взяття військами Філіпа V Барселони 11 вересня 1714 році та останнього великого міста каталанських країн Майорки (зараз Палма) 11 липня 1715 році Укази стосувалися тих територій, які підтримали іншого претендента на іспанську корону — Карла VI Габсбурґа (на приклад, Наварра та Країна Басків зберегли свої права, оскільки підтримали Філіпа V, але через подальшу централізацію Іспанії сумоуправління цих територій теж поступово звужувалося і було остаточно знищене у XIX столітті).
Декретами Нуева Планта були знищені усі місцеві політичні структури, які відрізнялися від моделі більш централізованої Кастилії. Фактично система «спільного суверенітету» центральної королівської влади та місцевих органів самоврядування була замінена на централізовану модель за прикладом Франції, звідки походила іспанська династія Бурбонів. У Каталонії та Валенсії було розпущено місцеві Парламенти (кат. les Corts, «Кортс»), на Балеарських островах — Велику і Головну раду (кат. Gran i General Consell), яка виконувала ту саму функцію. Церкві було нав'язано не властиві їй функції (прийнято у 1730 році архієпископ Мальорки наказав переписати парафіяльні реєстри, замінивши каталонські імена своїх парафіян на кастильські). Каталаномовні території більше не мали права здійснювати економічний, фіскальний, юридичний контроль, відмінялася чеканка власних грошей.
Територія каталанських країн відтепер поділялася на провінції, якими керували призначені з Мадрида губернатори (кат. Capità General), для керування економікою та фінансами створювалися спеціальні провінційні органи, якими керували інтенданти (кат. intendències provincials). У Мадриді було створено державні секретаріати (кат. secretaries d'Estat), які згодом стали називатися міністерствами. При королі було створено Раду Кастилії (ісп. Consejo de Castilla), де колишнє Арагонське королівство мало менше депутатів, ніж, на приклад, Наварра, Галісія чи Астурія, а також загальноіспанський парламент, який, втім, не грав великої ролі у централізованій іспанській монархії.
13 квітня 1711 року новий королівський указ відновив частину прав Арагонського королівства, однак каталаномовних територій ці зміни не стосувалися.
У Північній Каталонії наступ на права місцевого населення розпочався раніше: після Піренейського договору між Іспанією та Францією 7 листопада 1659 року і приєднання північно каталонських районів Русільйону, Баляспі, Кунфлену, Капсі та Алта-Сарданьї до Франції (цікаво те, що іспанський король офіційно не повідомив про це каталонський уряд до 1702 року) вже за рік було скасовано усі традиційні каталонські політичні інституції (хоча у договорі наголошувалося на тому, що у приєднаних до Франції районах залишиться каталонське самоуправління), а 2 квітня 1700 року Людовік XIV своїм указом зобов'язав з 1 травня того самого року в усіх офіційних державних інституціях вживати виключно французьку мову.
Не зважаючи на репресії з боку іспанської та французької монархій та відсутність власних політичних та адміністративних структур, каталонці зберегли національну самосвідомість та розпочали боротьбу за повернення своїх прав. Уже у 1734 року у французькому перекладі виходить політичний твір Вихід для приспаних (кат. Via fora els adormits), де лунає заклик до європейських держав відновити самостійність каталанських країн (кат. domini català que amb utilitat de l’Europa pot reviure) і створити або «вільну каталонську республіку», або відтворити незалежне Арагонське королівство.
У 1736 році було написано Згадку про альянс із Його Високістю Георгом Августом, королем Великої Британії (кат. Record de l'Aliança fet el Sereníssim Jordi Augusto Rey de la Gran Bretanya), у якій нагадується про Женевський договір 1705 року і обяцяну колись допомогу створити Вільну республіку Каталонію (кат. Republica Libera de Cathalunya). «Згадка» підписана 1736 року, зазначено, що це «22 рік нашого рабства» (кат. any 22 de nostra esclavitud).

### Клопотання про захист
Див. також: Клопотання про захист.

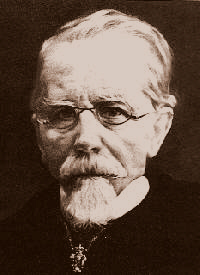
Жуакім Рубіо-і-Ос, 1818–1899 рр.

Клопотання про захист моральних та матеріальних інтересів Каталонії (ісп. Memoria en defensa de los intereses morales y materiales de Cataluña), загально відома за своєю коротшою назвою «Клопотання про захист» (кат. Memorial de Greuges, ісп. Memorial de Agravios), — звернення інтелігенції та буржуазії Каталонії до короля іспанії Альфонсо XII у 1885 році з вимогами відновити певні права каталонців. Клопотання було представлене Жуакімом Рубіо-і-Осом (кат. Joaquim Rubió i Ors), відомим каталонським письменником тієї епохи, її було написано у зв'язку з проектом комерційної угоди між Іспанією та Великою Британією та пропозиціями уніфікувати цивільне право Іспанії. «Клопотання про захист» вважається першим сучасним проявом каталонського національного руху в правовому полі Іспанії. Принципи «Клопотання про захист» були покладені в основу «Манрезьких принципів» (кат. Bases de Manresa), опублікованих у 1892 році

### Renaixença— Відродження
У середині XIX столітті, попри те, що каталонською мовою говорила більшість населення каталонських країн, багато інтелектуалів вважали, що потрібно переходити на іспанську мову: напр., письменник Антоні да Кампмань (кат. Antoni de Campmany) писав, що каталанська є «середньовічною мовою провінції, яка зараз є мертвою для красного письменства» (ісп. un antiguo idioma provincial muerto hoy para la república de las letras).
Процес відродження мови розпочався у 1859 році, коли Жуакімом Рубіо-і-Осом було відновлено свято Жокс Флуралс. Саме це дало імпульс не тільки інтересу до каталанської мови, але і для політичного оформлення каталонського національного руху.

### Федералізм
Паралельно з розвитком національного руху в Каталонії, у Мадриді виник рух на підтримку федералізації Іспанії. Його очолив виходець із Каталонії Франсіско (Франсеск) Пі-і-Марґаль (кат. Francesc Pi i Margall, ісп. Francisco Pi y Margall), який згодом став Президентом І Іспанської республіки.
У Каталонії федералісти поділилися на дві групи — радикальне крило, яке бачило федералізацію Іспанії як проміжний етап на шляху до повної незалежності Каталонії (яка, якщо потрібно, могла б вільно увійти до майбутньої федерації), та ті, хто сприймав лише таку модель федералізму, яка була б запропонована Мадридом.
У 1873 році, після проголошення I Іспанської республіки, радикальне крило федералістів Каталонії проголосило створення незалежної Каталонської держави на базі Ради провінції Барселона. Каталонія не стала незалежною, оскільки у січні 1874 році генералом Франсіско Серрано (ісп. Francisco Serrano) було захоплено владу, і в січні 1875 р. було відновлено іспанську монархію (на трон було поставлено Альфонса XII).

### Баланті Алміраль та Каталонський конгрес

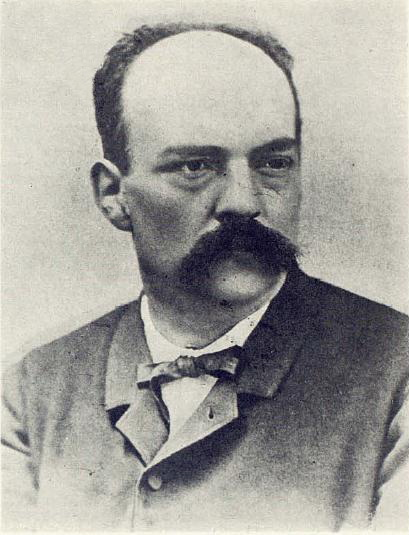
Баланті Алміраль-і-Люзе, 1841–1904 рр.

Найвизначнішою постаттю національного руху Каталонії цього періоду є Баланті Алміраль (кат. Valentí Almirall). Майбутню Каталонію він бачив напів-незалежною, яка разом з іншими народами Піренейського півострова мала увійти в асоціацію держав (модель Арагонського королівства).
Алміраль намагався об'єднати каталонську лівицю та правицю, однак це йому не вдалося.
На Першому каталонському конгресі (кат. Primer Congrés Catalanista) у 1880 році об'єдналися різні політичні та культурницькі сили — республіканці-федералісти, аполітичні видатні каталонці, письменники, організатори Жокс Флуралс, видавці одного з перших каталаномовних журналів «Ла Ранашєнса» (кат. La Renaixensa — «відродження»), однак превалювали ліві організації. Через це праві політики залишили Конгрес.
На Конгресі було ухвалено: створити спільний центр для каталонського політикуму — Каталонський центр (кат. Centre Català), створити Академію каталанської мови (кат. Acadèmia de la Llengua Catalana), підготувати документ, яким захищалася б каталонська мова.
На Другому каталонському конгресі було ухвалено рішення кодифікувати каталанську мову, заявити про існування Каталонії «як реальності», попри чинні на той час адміністративні кордони, створити партію лише у межах Каталонії.
Після кількох розколів і створення партій різної направленості, одна з таких організацій — Каталонський союз (кат. Unió Catalanista) — на своїй асамблеї у місті Манреза ухвалила Принципи регіональної каталонської Конституції (кат. Bases per a la Constitució Regional Catalana), відоміші як Манрезькі принципи (кат. Bases de Manresa). Вони й були покладені в основу майбутніх Статутів автономії.

### Регіоналістська ліга
Регіоналістська ліга (кат. Lliga Regionalista) — політична партія, створена у 1901 р. Представляла інтереси великої національної буржуазії Каталонії, комерсантів, католицької церкви. Найвизначнішими політиками стали Анрік Прат-да-ла-Ріба (кат. Enric Prat de la Riba), Франсеск Камбо (кат. Francesc Cambó) та Жузеп Пуч-і-Кадафалк (кат. Josep Puig i Cadafalch).
У 1906 році Анріком Пратом-да-ла-Ріба була опублікована праця Каталонське громадянство (кат. La nacionalitat catalana), де проводилася чітка межа між нацією (природною спільнотою зі своєю історією) та державою (штучною політичною організацією). Каталонія означена, як окрема нація. Зроблено висновок, що кожна нація повинна мати свою державу, а підпорядкування нації чужій державі є «патологічною аномалією» (кат. anormalitat morbosa). Однак Анрік Прат-да-ла-Ріба не виступає за незалежність Каталонії, природнішим йому бачиться гармонізувати стосунки між націями у складі іспанської держави, яка являє собою «співжиття багатьох народів», отже потрібно перетворити Іспанію на федерацію.

### Республіканський рух
На початку XX столітті була й інша політична група — республіканці анти-федералісти. Головною партією цього руху був Республіканський союз (кат. Unió Republicana). Одним з ідеологів цього руху був Алехандро Лерру (ісп. Alejandro Lerroux), який згодом заснував радикальнішу антикаталонську Радикальну республіканську партію (кат. Partit Republicà Radical).
У 1909 році Республіканський Союз та інша партія, Республіканський націоналістичний центр (кат. Centre Nacionalista Republicà) створили альянс для участі у виборах, а у 1910 році сформували нову партію — Федеральний націоналістичний республіканський союз (кат. Unió Federal Nacionalista Republicana).
У 1916 році українські та каталонські націоналісти зустрілися в рамках Третьої конференції народів, організованою Союзом народів у Лозанні (Швейцарія).

### Каталонська співдружність

Жузеп Пуч-і-Кадафалк, 1867–1956 рр., відомий архітектор та політик Каталонії

Дивись також: Каталонська співдружність.
Каталонська співдружність (кат. Mancomunitat de Catalunya) — адміністративна структура, яка з 6 квітня 1914 році до 20 березня 1925 році об'єднувала 4 каталонські провінції: Барселону, Жирону, Таррагону та Льєйду.
Указ про дозвіл провінціям об'єднуватися у адміністративні спільноти (що іншими словами означало створення Каталонської співдружності) було підписано королем 18 грудня 1913 році Вперше з 1714 році іспанською владою було визнано існування каталонської спільноти на офіційному рівні.
Першими двома президентами Каталонської співдружності стали Анрік Прат-да-ла-Ріба та відомий архітектор Жузеп Пуч (кат. Josep Puig i Cadafalch). Найголовнішими здобутками Співдружності стала модернізація інфраструктури Каталонії — прокладення телефонних ліній, управління портами, оптимізація структури доріг, залізниці, введення нових технологій у сільському господарстві тощо.
У цей період було також створено Інститут каталонських студій (кат. Institut d'Estudis Catalans), Бібліотеку Каталонії (кат. Biblioteca de Catalunya), Промислову школу (кат. Escola Industrial), Вищу школу мистецтв (кат. Escola Superior de Belles Arts), Школу місцевої адміністрації (кат. Escola de l'Administració Local).
Особливо важливим стала підтримка адміністрацією Співдружності орфографічних норм сучасної каталанської мови, розроблених лінгвістом Пумпеу Фаброю (кат. Pompeu Fabra).
Каталонська співдружність не мала великих політичних повноважень, але за її прикладом згодом були сформовані Автономна область Каталонія та інші автономні області Іспанії, а також Жанаралітат Каталонії. Каталонська співдружність була ліквідована генералом Мігелем Прімо де Ріверою.

### Франсеск Масія та радикальний націоналізм

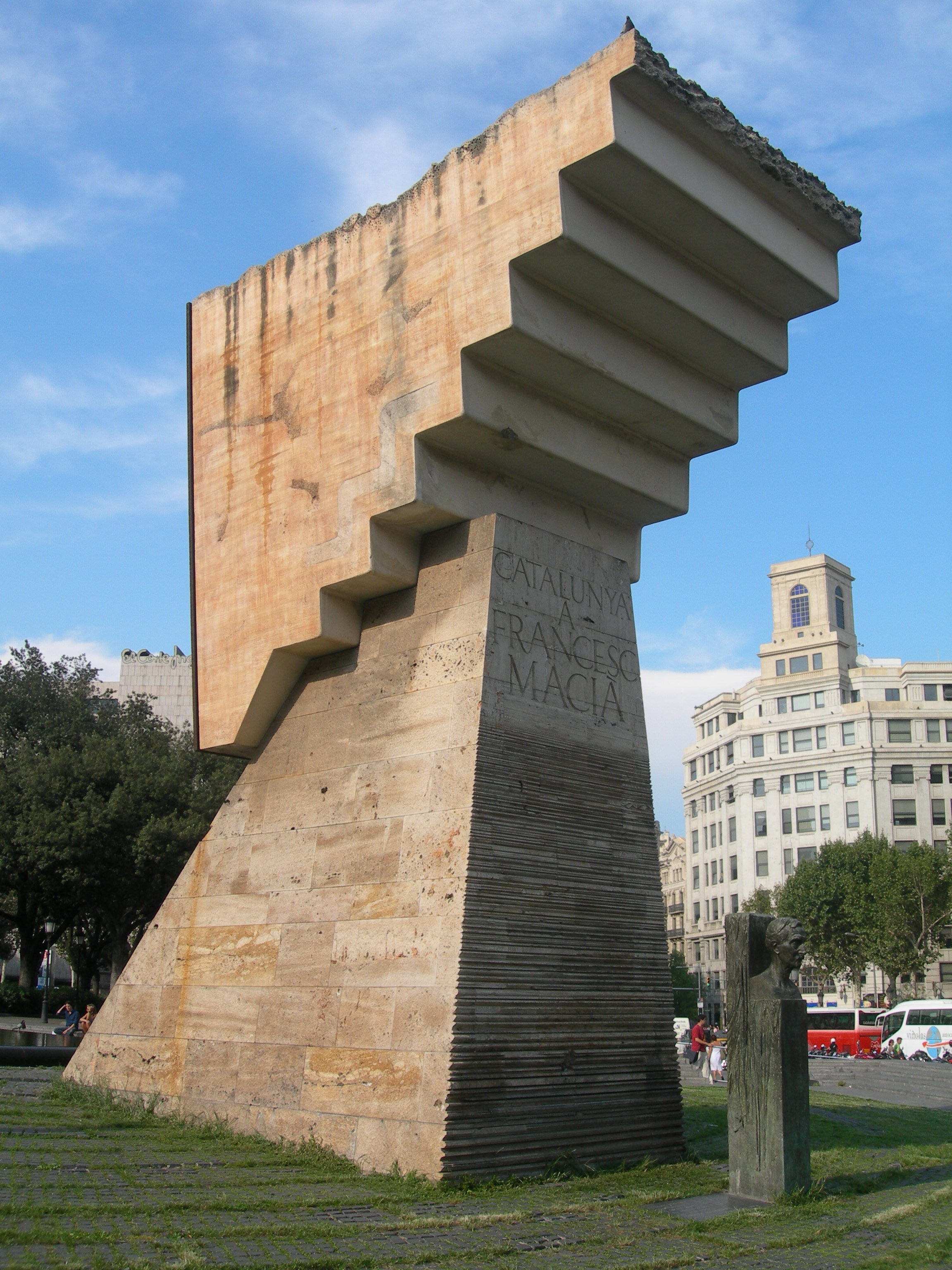
Пам'ятник Франсескові Масії у Барселоні на площі Каталонії

Франсеск Масія-і-Люса (кат. Francesc Macià i Llussà) — чільний політик Каталонії першої третини XX столітті У 1919 році він створює Демократичну націоналістичну федерацію (кат. Federació Democràtica Nacionalista), яка запропонувала перетворити Іспанію на конфедерацію іберійських народів, а у 1922 р. створює партію Каталонська держава (кат. Estat Català). Ця партія вперше запропонувала повну державну незалежність Каталонії від Іспанії.
Франсеск Масія згодом став 122 Президентом Жанаралітату Каталонії з 14 грудня 1932 року до 25 грудня 1933 року.

### Диктатура Прімо де Рівери
Процес культурної та політичної стабілізації у Каталонії було перервано на час диктатури генерала Прімо де Рівери (1923–1930 рр.). Каталонську співдружність було скасовано, парія Каталонська держава перейшла на нелегальне становище, а Франсеск Масія бувзмушений емігрувати до Франції. Там він планує військове вторгнення в Іспанію та силове завоювання Каталонії з містечка Пра-де-Мольо-ля-Прест (каталонська назва — Пратс-да-Мульо, кат. Prats de Molló) у Північній Каталонії. Його було схоплено французькою жандармерією, однак це лише додало йому популярності в Південній Каталонії.
У 1928 році у Гавані на Кубі відбулася Конституційна асамблея каталонського сепаратизму (кат. Assemblea Constituent del Separatisme Català), на якій було прийнято Конституцію незалежної Каталонії (кат. Constitució per a una Catalunya independent).

### II Іспанська республіка
У 1931 році створюється Республіканська лівиця Каталонії. Франсеск Масія, який обирається головою партії, проголошує необхідність створення «Каталонської республіки — Держави у складі Іберійської федерації» (кат. República catalana com a Estat de la Federació Ibèrica).
Після проголошення II Іспанської республіки, іспанським парламентом 9 вересня 1932 року Каталонія визнається автономією та отримує власний Статут. Орган самоуправління Каталонії офіційно отримує відому з середньовіччя назву Жанаралітат.
Президентом Жанаралітату стає спочатку Франсеск Масія, а після його смерті, 1 січня 1934 року — Люїс Кумпаньш.
Громадянська війна в Іспанії починається у 1936 році.

### Диктатура Франко
Після перемоги у громадянській війні, генерал Франсіско Франко у 1939 році ліквідує демократичні інституції в Іспанії, та все, що було пов'язане з окремішністю Каталонії: адміністративну автономію, уряд та адміністрацію, забороняє каталонську мову.

### Жанаралітат на вигнанні

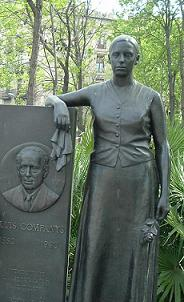
Пам'ятник Люїсу Кумпаньшу, розстріляному в Барселоні 1940 р.

Після закінчення іспанської громадянської війни більшість депутатів Парламенту Каталонії та практично всі каталонські політики були змушені виїхати в еміграцію (в основному в Північну Каталонію та Париж). Спочатку у Парижі, а після захоплення нацистами Франції у Лондоні було створено Національну Раду Каталонії (кат. Consell Nacional de Catalunya). 15 лютого 1940 року Президента довоєнного Жанаралітату Люїса Кумпаньша було схоплено Гестапо і розстріляно біля Замку Монжуїк у Барселоні режимом Франко.
Після смерті Люїса Кумпаньша Президентом Жанаралітату на вигнанні було обрано Жузепа Ірлу (кат. Josep Irla), а у 1954 році його замінив Жузеп Тарраделяс (ERC).

### Партизанський рух
Репресії режиму Франко, зокрема вбивство 90 тис. опонентів під час II Світової війни, 41 тис. після війни, масова еміграція 450 тис. осіб, призвели до виникнення партизанського руху. Частково цей рух був організований комуністами і перебував під контролем Сталіна.
У каталанських країнах найбільшого поширення рух набув у провінції Кастальо (Валенсія), в арагонській провінції Теруель (Західна смуга) та у Піренеях (Каталонія).
Найбільшою операцією було вторгнення 2500 партизанів у Баль-д'Аран з території Франції 8 та 9 жовтня 1944 року Партизани хотіли проголосити тимчасовий республіканський уряд Іспанії у цьому районі та домогтися допомоги союзників у визволенні Іспанії від режиму Франко. Ця операція була розпочата комуністами, однак вони швидко відмовилися від такого роду акцій на вимогу Сталіна. Контроль над районом перейшов до Партизанської групи Каталонії (кат. Agrupació Guerrillera de Catalunya), однак дуже швидко вони були витіснені з цієї території військами Франко.

### Асамблея Каталонії
Дивись також: Асамблея Каталонії.
Асамблея Каталонії (кат. Assemblea de Catalunya) — неофіційне об'єднання більшості антифранкістських каталонських організацій з 1971 року до 1977 року Була створена 7 листопада 1971 року у барселонській церкві Святого Августа за пропозицією Координаційної комісії політичних сил Каталонії (кат. Comissió Coordinadora de Forces Polítiques de Catalunya). До складу Асамблеї Каталонії протягом невеликого часу увійшли більшість каталонських партій, які під час диктатури Франко були заборонені, профспілки, рухи тощо. Серед вимог Асамблеї були вимоги соціальних та політичних свобод, амністії для противників режиму Франко, відновлення Статуту автономії Каталонії як кроку до самовизначення каталонського народу.
Асамблея об'єднувала діаметрально різні політичні організації: комуністів, різні націоналістичні рухи, партії, що виступали за незалежність Каталонії, соціалістів, правих тощо.
Серед акцій, організованих Асамблеєю, можна назвати мирні зібрання у Ріполі у 1972 році, у Сан-Кугат-дал-Бальєс та Біці у 1973 р., великі маніфестації 1 та 8 лютого 1976 року у Барселоні, перше відкрите святкування Національного дня Каталонії у Сан-Бой-да-Любрагат у 1976 році.
Асамблея саморозпустилася у 1977 році.

## Сучасний період розвитку каталонського національного руху (від 1975року до 2005року)

### Каталонський національний рух у перехідний період
Не зважаючи на репресії часів Франко, включно з останніми роками диктатури, боротьба за демократичні та національні права каталонців ставала дедалі інтенсивнішою.
Смерть Франко у 1975 році ознаменувала початок «перехідного періоду» до демократії. У Каталонії цей час став періодом вимог до більшої політичної та економічної самостійності від Мадрида. Взимку 1976 року у Барселоні пройшло кілька великих маніфестацій під гаслом «Свобода, амністія, автономія» (кат. Llibertat, amnistia, estatut d'autonomia). Влітку цього ж року «Марш свободи» (кат. Marxa de la Llibertat) — великий соціальний рух, який об'єднав каталонців навіть з найвіддаленіших містечок і хуторів, призвів до передачі влади на центральному рівні від уряду, сформованому королем, до уряду Адольфа Суареса-Ґонсалеса (ісп. Adolfo Suárez González), іспанському адвокату та політичному діячеві, який був головою іспанського уряду до 1981 року.

### Політична реформа
Адольфом Суаресом-Ґонсалесом був вироблений окремий закон про політичну реформу, за яким поступово легалізувалися політичні партії та профспілки, заборонені при Франко, та відбувалися вибори у представницькі органи різного рівня. Цей перехідний період дозволив відтворити вільний політичний рух у Каталонії. Поряд із цим, уперше за багато років, відбулися святкування 11 вересня — Національного дня Каталонії.
За результатами перших виборів у Каталонії перемогла Соціалістична партія (PSC-PSOE), а також інші партії, які виступали за відновлення Статуту автономії 1932 року (загалом — 75 % депутатів). Було сформовано Асамблею, до складу якої входили всі депутати парламенту Каталонії та сенатори іспанського парламенту, які представляли Каталонію. Асамблеєю було відновлено Жанаралітат, який очолив його голова на вигнанні Жузеп Тарраделяс (кат. Josep Tarradellas). Рішення Асамблеї було схвалено на великій маніфестації 11 вересня 1977 року, у якій взяли участь понад мільйон каталонців, вимагаючи права на самоврядування.

### Відновлення Жанаралітату Каталонії
Уряд Адольфа Суареса-Ґонсалеса видав декрет, яким відновлювався Жанаралітат Каталонії (тобто власний уряд, Парламент та Президент автономної області), щоправда на перехідний період. Протягом місяця Жузеп Тарраделяс повернувся до Каталонії та був проголошений єдиним вищим легітимним представником влади. Тарраделяс утворив Виконавчий комітет Жанаралітату, де були представлені всі парламентські сили Каталонії. Не зважаючи на те, що Жанаралітат не мав чітко визначених повноважень, рішення проводилися через представницький орган провінції Барселона (кат. Diputació de Barcelona).
Тим часом на загальнодержавному рівні було розроблено та ухвалено нову конституцію, яку було підтримано на всеіспанському референдумі 6 грудня 1978 р. У конституції було визнано права націй та регіонів на автономію.

### Каталонський національний рух в умовах демократії
Після затвердження Конституції Іспанії 1978 року почалася розробка нового Статуту автономії Каталонії. Після його затвердження Парламентом Каталонії він був винесений на переговори з урядом Іспанії. У 1979 року Статут було затверджено на референдумі.
Цим Статутом Каталонія визнавалася «окремим народом» (кат. nacionalitat), а Жанаралітат — інституцією, яка втілює політичне самоврядування Каталонії (кат. institució en què s'organitza políticament l'autogovern de Catalunya). Каталанська мова була визнана «власною мовою» (кат. llengua pròpia) Каталонії: її було проголошено співофіційною разом з іспанською.
У порівнянні зі статутом 1932 року, Статут 1979 року визначав більше прав каталонського уряду у сфері освіти, культури та ЗМІ, але менше у судовій сфері. Порядок фінансування автономії чітко визначений не був, що стало підставою розробки нової редакції статуту у 2006 року.
У 1980 році відбулися перші вибори до Парламенту Каталонії, найбільшу кількість місць отримало об'єднання Конвергенція та Єднання. Президентом Парламенту був обраний Жорді Пужол, представник Конвергенції та Єднання. Починаючи з цих виборів, владні повноваження поступово почали переходити від іспанської держави до Жанаралітату.

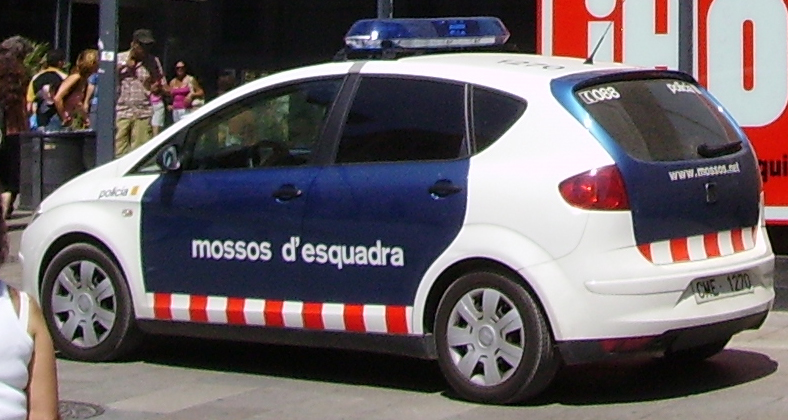
Машина «Мосус д'Ескуадра» (поліції Каталонії)

Головним принципом Статуту став «спільний суверенітет» (кат. sobirania compartida): іспанська держава зберігає за собою суверенні права, однак визнає Статут автономії і передає Жанаралітату необхідні повноваження для національної відбудови Каталонії, яка постраждала під час диктатури Франко. Другим принципом стало «розширення сфери вживання та унормування каталанської мови» (кат. normalització del català): каталанською починають видаватися друковані ЗМІ (у часи Франко освіта мовою та її вживання в офіційній сфері були заборонені), з'являються каталаномовні радіостанції та телевізійні канали, насамперед фінансовані Жанаралітатом (зокрема Catalunya Ràdio та Televisió de Catalunya), згодом практично у кожному біль-менш великому місті з'явиться свій місцевий телевізійний канал та кілька радіостанцій. З 1983 року Статутом також відновлювалися власна каталонська поліція — Мо́сус д'Аскуа́дра (кат. Mossos d'Esquadra, дослівно «команда хлопців»), яка у 2008 році має повністю перебрати на себе функції загальноіспанської поліції: як Національної поліції (ісп. Policia Nacional), так і Цивільної гвардії (ісп. Guardia Civil).
Модель «спільного суверенітету» було втілено в життя у період з 1982 року до 2004 року, коли на посаді прем'єр-міністрів Іспанії перебували Феліпе Гонсалес та Хосе-Марія Аснар.

### Організація Терра Ліура
Дивись також Терра Ліура.
Терра Ліура (кат. Terra Lliure — «вільна земля», скорочено TLL) — військова каталонська організація, яку було створено у 1978 році Загальновідомою вона стала після 23 червня 1981 року, коли на стадіоні «Камп Ноу» організувала кампанію вивішення банерів з гаслом «Ми — окрема нація» (кат. Som una Nació). Іспанським урядом, службою безпеки та Каталонською асоціацією жертв терористичних організацій (кат. Associació Catalana de Víctimes d'Organitzacions Terroristes) цю організацію визнано терористичною. Принципи діяльності організації викладено у декларації «Кредо Терра Ліура» (кат. Crida de Terra Lliure), до них належать захист території каталонських країн, мови, національного суверенітету, інтересів каталонських робітників та протидію іспанізації каталонського суспільства. Гаслами організації стали: «Незалежність або смерть!», «Хай живе збройна боротьба», «Єдина нація — каталанські країни!» (кат. Independencia o mort! Visca la lluita armada! Una sola nació, Països Catalans!).

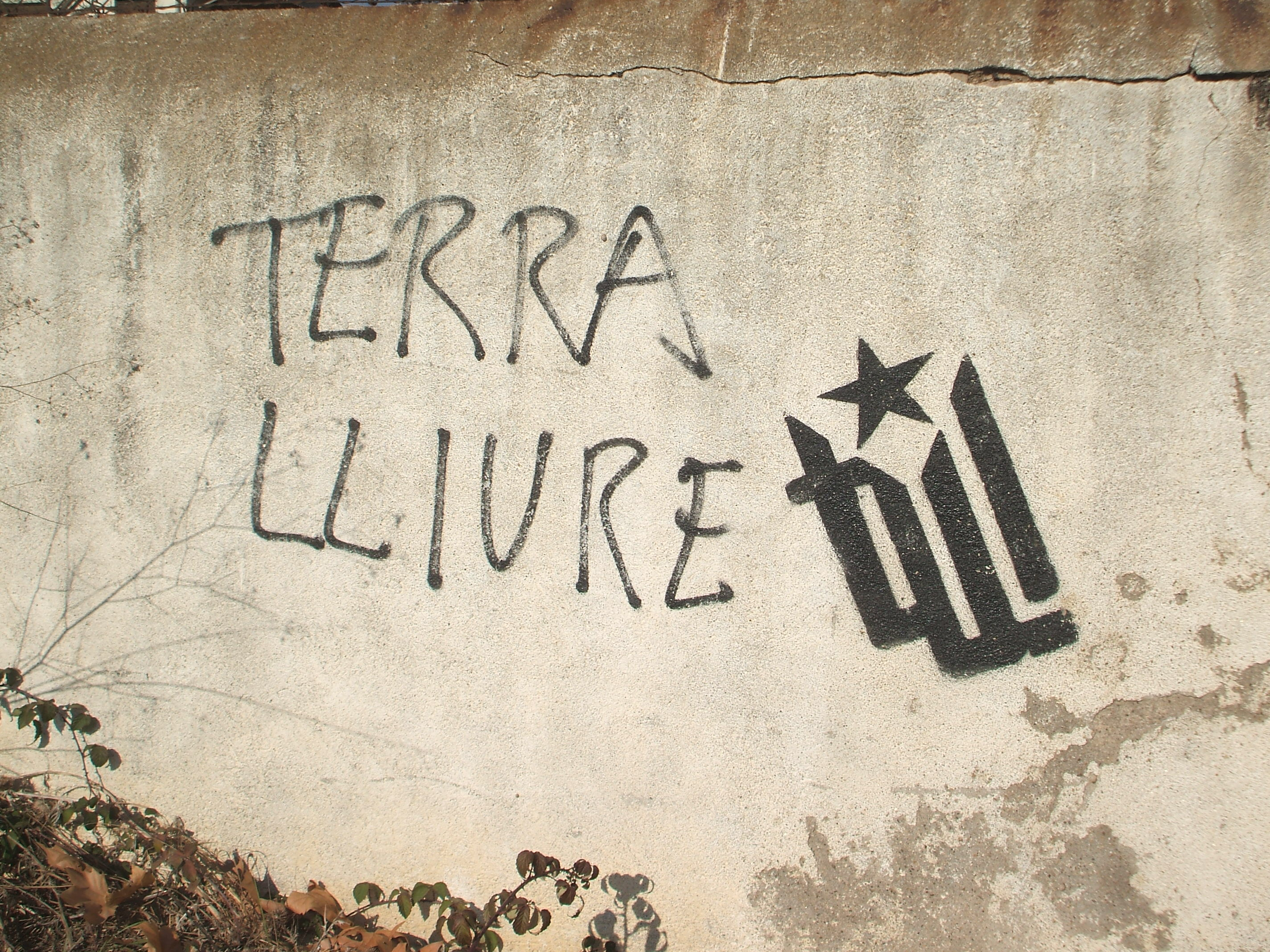
Графіті організації Терра Ліуре (Укр. Вільна Земля)

Один з лідерів Терра Ліура Пера Баскомпта (кат. Pere Bascompte) перейшов до іншої політичної партії — Республіканської лівиці Каталонії. Його ідеї, викладені у червні 1991 року у документі, названому «Демократичний вибір на користь незалежності у час об'єднання Європи» (кат. Davant el procés d’unitat europea, l'opció democràtica cap a la independència), були згодом широко висвітлені Республіканською лівицею Каталонії, що спровокувало скандал усередині самої Лівиці — її лідерів було звинувачено, що вони стали «голосом» терористичної організації Терра Ліура.
Терра Ліура саморозпустилася 11 вересня 1995 року. Прем'єр-міністр Іспанії Феліпе Гонсалес надав амністію тим членам організації, які не брали участі у терористичних діях.

### Ла Кріза— солідарність на захист каталанської мови, каталонської культури та народу
Ла Кріза (або Ла Кріда) — солідарність на захист каталанської мови, каталонської культури та народу (кат. Crida a la Solidaritat en Defensa de la Llengua, la Cultura i la Nació Catalanes, кат. La Crida означає «кредо, (я) вірую») — рух на захист вільного вживання каталанської мови у всіх сферах життя у Каталонії. Його принципи викладено у Маніфесті 2300 осіб (ісп. Manifiesto de los 2.300). Діяльність руху розпочалася 24 червня 1981 року акцією 100 тисяч осіб на стадіоні «Камп Ноу». У 1980-х роках Ла Кріза організувала кілька кампаній для вільнішого вжитку каталанської мови, публікуючи списки підприємств, де каталаномовців дискримінували.

### Каталонські профспілки
Конфедерація профспілок робітників Каталонії (кат. Confederació Sindical de Treballadors de Catalunya, скорочено CSTC) — профспілка, створена у 1980 р. на базі Солідарності робітників Каталонії (кат. Solidaritat d'Obrers de Catalunya, скорочено SOC) та Спільноти робітників (кат. Col•lectius de Treballadors). У 1985 р. до профспілки приєдналися ще дві організації, і її було перейменовано у Каталонську конфедерацію профспілок (кат. Confederació Sindical Catalana, скорочено CSC). На базі Конфедерації було створено дві великі структури — Координацію профспілкових робітників (кат. Coordinadora Obrera Sindical, скорочено COS) та Інтерсиндікал-CSC (кат. Intersindical-CSC).

## Каталонський національний рух останніх років (від 2005р.)

### Статут автономії 2006року

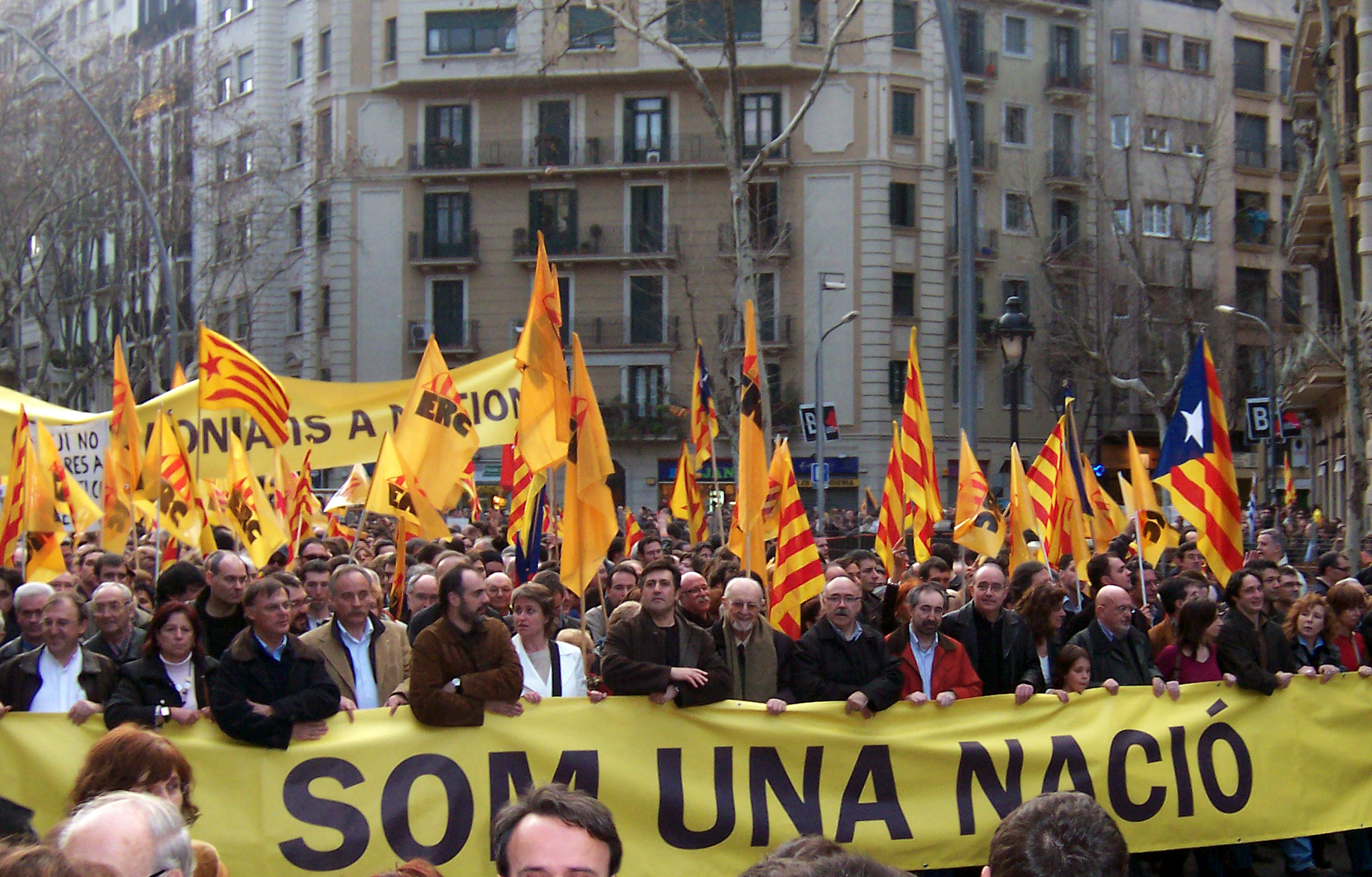
Маніфестація 1 лютого 2006 року під гаслом: «Ми — окремий народ, і ми маємо право вирішувати свою долю самі!»

30 вересня 2005 року було офіційно представлено пропозицію нового Статуту автономії у Парламенті Каталонії. Нова редакція Статуту спочатку була підтримана всіма політичними партіями, крім Народної партії Каталонії. Під час внесення поправок для того, щоб Статут був підтриманий іспанським парламентом, Республіканська лівиця Каталонії теж відмовилася підтримувати документ.
18 лютого 2006 року було організовано велику маніфестацію під гаслом «Ми — окрема нація і маємо право самі ухвалювати рішення» (кат. Som una nació i tenim el dret de decidir).
Новий Статут у багатьох своїх положеннях розвиває систему самоврядування Каталонії. Всенародний референдум 18 червня 2006 року підтвердив Статут, хоча слід зазначити, що у референдумі взяло участь лише 49 % виборців.
Результатом політичного процесу стало утвердження тези про право каталонської нації самій вирішувати своє політичне майбутнє, зокрема 4 жовтня 2006 року було створено рух Суверенітет і прогрес (кат. Sobirania i Progrés), а також Платформу за право вибору (кат. Plataforma pel Dret de Decidir).

### Ініціатитва «Десять тисяч»
Див. також Ініціатива «Десять тисяч».
Ініціатива «Десять тисяч» (повна назва — «Десять тисяч у Брюсселі на підтримку самовизначення», кат. Deu Mil a Brussel·les per l’Autodeterminació) — громадський рух для організації демонстрації 7 березня 2009 року в Брюсселі на підтримку права каталонців на самовизначення і можливості створення власної держави.
За даними організаторів демонстрації, в ній взяли участь 12 тисяч осіб з каталонських країн та з-за кордону, за даними брюссельської поліції — 3 тисячі.
Така ідея народилася після опублікуваня 6 вересня 2008 року посту Анріка Канели (кат. Enric Canela) під назвою «Perplex, jo?» на сайті «blocgran.cat», у якому він запропонував провести демонстрацію у Мадриді на підтримку прагнення каталонців до самовизначення аж до відокремлення від Іспанії. У коментарях було запропоновано провести таку демонстрацію не в Мадриді, а у Брюсселі — столиці Європейського Союзу.
Гаслом демонстрації обрано слова «Ми хочемо власну державу!» (кат. Volem l’Estat propi!).

### Референдум щодо незалежності Каталонії в муніципалітеті Ареньш-да-Мун (перша хвиля)
Дивись також Референдум щодо незалежності Каталонії в муніципалітеті Ареньш-да-Мун.
Неоднозначну реакцію, як всередині Каталонії, так і в іспанському політикумі та суспільстві викликали результати консультативного референдуму щодо незалежності Каталонії в муніципалітеті Ареньш-да-Мун (перший в історії Каталанських країн подібний місцевий референдум щодо незалежності Автономної області Каталонія), що відбувся 13 вересня 2009 року в містечку Ареньш-да-Мун (кум. Марезма, Автономна область Каталонія), за якими понад 96 % тих, що проголосували, висловились за те, «щоб Каталонія стала правовою, незалежною, демократичною та соціально-орієнтованою державою, яка входила б до Європейського Союзу».
Цей референдум часто називають «Референдумом 13-S», оскільки він відбувся 13 вересня.

### Референдуми щодо незалежності Каталонії (друга хвиля)
Див. також Референдуми щодо незалежності Каталонії.
Друга хвиля консультативних референдумів щодо незалежності Каталонії («Референдум 13-D») розпочалася 12 грудня 2009 року (було проведене голосування у одному з найменших муніципалітетів Каталонії Сан-Жаума-да-Фрунтанья) та продовжилася наступного дня, 13 грудня 2009 року, у 166 муніципалітетах (29 кумарок) по всій автономії.
У цих муніципалітетах проживає 700.024 виборці. Проведення референдуму забезпечили 15 тисяч волонтерів. У другій хвилі референдумів за попередніми підрахунками взяло участь 200 тисяч осіб, що становить приблизно 30 % від чисельності виборців.
Однією з особливостей референдумів став дозвіл голосувати іммігрантам, негромадянам Іспанії, що постійно проживають на території Каталонії. Цей дозвіл було позитивно оцінено громадами іммігрантів, які у своїх відозвах відзначили високий ступінь інтеграції іноземців у каталонське суспільство.
Однією з найвідоміших осіб, що взяла участь в агітації за проведення референдуму, став Жуан Лапорта, діючий президент футбольного клубу «Барселона» (він, зокрема, взяв участь в агітаційній кампанії «Узона вирішує!» (кат. Osona decideix!) у місті Бік 11 грудня 2009 року).
Агітаційна кампанія другої хвилі референдуму розпочалася 27 листопада презентацією в Перпіньяні. 29 листопада така презентація пройшла в барселонському «Форумі» в присутності 3.500 осіб.
Декілька політичних партій вирішили підтримати референдум (зокрема «Республіканська лівиця Каталонії» та «Конвергенція та Єднання»). Партія «Громадяни — Громадянська партія», як і у випадку з референдумом в Ареньш-да-Мун, виступила проти: вона намагалася влаштувати демонстрацію в Барселоні 13 грудня, однак її проведення не було дозволене урядом Каталонії.

### Референдуми щодо незалежності Каталонії (третя та четверта хвилі)
Третя («Референдум 28-F») та четверта («Референдум 25-A») хвилі голосування заплановані на 28 лютого 2010 року (зокрема муніципалітети Алп, Бреза, Усталрік, Бідрерас, Паламос, Лінас-дал-Бальєс, Калдас-да-Монбуї, Сан-Фаліу-да-Кузінас, Сан-Кірза-дал-Бальєс, Бегас, Мулінс-да-Рей, Монблан, Ал-Бандрель та Аґрамун) та 25 квітня 2010 року (зокрема у середніх та великих містах Балаге, Сал, Сарріа-да-Те, Жироні, Сабаделі, Манрезі, Ла-Сеу-д'Уржель та, можливо, у столиці Каталонії Барселоні). В муніципалітеті Аспаррагера голосування пройде 24 квітня 2010 року

### Декларація про суверенітет 2013 року
Декларацію про суверенітет було ухвалено Парламентом Каталонії 23 січня 2013 року. У Декларації, з якої розпочинається процес здійснення права на самовизначення Каталонії, було взято зобов'язання провести референдум у 2014 році. Дві основні політичні партії автономної області — Конвергенція та Єднання та Республіканська лівиця Каталонії мали узгодити процес між собою. За Декларацію проголосувало 85 депутатів парламенту (63%) зі 133 присутніх (всього депутатів — 135), проти — 41, утрималися — 2
12 грудня 2013 року Президент Женералітату Каталонії Артур Мас повідомив, що головні політичні сили автономії дійшли згоди щодо термінів проведення референдуму про незалежність Каталонії та формулювання питань, які мають бути на нього винесені. Міністр юстиції Іспанії Альберто Руїс-Ґальярдон відразу ж повідомив, що «цей референдум не буде проведений».
«Референдум щодо самовизначення Каталонії» (кат. Referèndum d'autodeterminació de Catalunya), або референдум про «політичне майбутнє» Каталонії провели 9 листопада 2014 року. Виборці відповідали на такі питання: «Чи хочете Ви, щоб Каталонія стала державою?» й у випадку схвальної відповіді: «Чи хочете Ви, щоб ця держава стала незалежною?».

### Референдум 2017 року
9 червня 2017 року був оголошений референдум, що був призначений на 1 жовтня 2017 року, на який виносилось питання щодо утворення незалежної від Іспанії Каталонії.
На референдум винесено єдине питання: «Чи хочете ви, щоб Каталонія була незалежною державою у формі республіки?».
Офіційна іспанська влада не визнала референдум, через що проведення референдуму заблокував Конституційний суд Іспанії. Натомість 11 вересня в Барселоні пройшов мітинг на його підтримку.
Втім референдум усе ж відбувся. За даними влади регіону, незалежність Каталонії підтримали не менше 90 % його учасників. Явка, за даними каталонської влади, становила 42,3 %. Варто зазначити, що це далеко не перший подібний референдум в Каталонії і зазвичай його відвідують саме прихильники незалежності, а супротивники — бойкотують. Під час проведення референдуму мали місце жорстокі дії іспанської поліції щодо учасників референдуму, зокрема, одному з учасників протесту гумова куля потрапила в око.